# Хав'єр Перес де Куельяр
Хав'є́р Пе́рес де Куе́льяр де ла Ге́рра (ісп. Javier Pérez de Cuéllar y de la Guerra; 19 січня 1920, Ліма, Перу — 4 березня 2020) — перуанський державний діяч та дипломат. З 1 січня 1982 по 31 грудня 1991 рік був 5-м Генеральним секретарем ООН.

## Біографія
Народився 19 січня 1920 року в Перу. Хав'єр Перес де Куельяр став працювати в Міністерстві міжнародних відносин Перу з 1940 року, пізніше, в 1944 році, перейшов на дипломатичну службу. Працював у посольствах Перу у Франції, Великій Британії, Болівії та Бразилії. У 1964 році призначений послом Перу в Швейцарії, з 1969 по 1971 — посол Перу в СРСР та Польщі, а в 1977—1979 роках — у Венесуелі. Крім того, у 1971—1982 рр. Хав'єр Перес де Куельяр очолював перуанську делегацію в ООН.
У 1981 році було проведено 16 турів голосувань, перш ніж було прийнято рішення про призначення де Куельяра Генеральним секретарем. З 1 січня 1982 року обраний Генеральним секретарем ООН, пропрацювавши на цій посаді два терміни, активно брав участь, як посередник, у багатьох конфліктах.
У 1995 році брав участь у виборах Президента Перу, але набрав 22 % голосів, поступившись Альберто Фухіморі. У 2000–2001 роках Перес де Куельяр — Президент Ради Міністрів Перу. У 2002–2004 — голова Конгресу Латинського Союзу.
Помер ввечері 4 березня 2020 року на 101-му році життя після тривалої хвороби. Про це повідомило агентство Andina, посилаючись на заяву сина Франсиско Переса де Куельяра: «Тато помер сьогодні ввечері після кількох складних тижнів і спочиває з миром».